# Шон Грийн
Шон Дейвид Грийн (на английски: Shawn David Green) е американски бейзболен играч от еврейски произход.

## Биография
Шон Грийн е роден на 10 ноември 1972 година в град Дес Плейнс, Илинойс. През 2001 година се жени за Линдзи Беър от която има две дъщери – Пресли и Чандлър.